# 翼ある闇 メルカトル鮎最後の事件
『翼ある闇 メルカトル鮎最後の事件』（つばさあるやみ メルカトルあゆさいごのじけん）は、麻耶雄嵩による日本のミステリー小説。

## 概要
京都大学在学中（21歳時）に、島田荘司、綾辻行人、法月綸太郎から賛辞を受け、デビューが決定した作者の処女作。
館の描写や衒学趣味など全編にわたって繰り広げられる小栗虫太郎の『黒死館殺人事件』のパロディ、そういう部分を踏まえた上での新本格派ミステリー作家らしいミステリそのものの枠組みに対するメタフィクショナルな視点が特徴。

## あらすじ
今鏡家の伊都から依頼を受けた私立探偵の木更津は、京都近郊に建つ今鏡家の屋敷・蒼鴉城を訪れる。
到着すると、京都府警の車両が大挙しており、顔見知りの刑事に事情を聞くと、伊都が殺害されたと言う。伊都の遺体は、首が切断されており、更に履かされていた甲冑の鉄靴を脱がせると、そこに足首はなかった。
しかし、木更津の指摘に従い生首を探しに行った警官が見つけたのは、別人の首だった。この異様な連続殺人が辿り着く壮絶な結末とは……。

## 登場人物

### 今鏡家
大阪に本社を構える大企業の創始者一族。明治20年頃に設立した繊維会社から成長していった。
伊都（いと）
木更津の依頼人。調査内容は不明。ミイラのように細く小柄な老人。首なし死体で発見される。
有馬（ありま）
伊都の息子。生首が発見される。
畝傍（うねび）
伊都の弟。父・多侍摩の死後は、グループの会長職に就いていた。
菅彦（すがひこ）
畝傍の息子。43歳。伊都と有馬を殺した犯人を見つけて欲しいと、木更津に改めて依頼する。
霧絵（きりえ）
菅彦の娘。20代前半。長らくアメリカで暮らしていた。
静馬（しずま）
有馬と菅彦のいとこ。
夕顔（ゆうがお）
静馬の妹。養女。20代前半。
万里絵（まりえ） / 加奈絵（かなえ）
有馬の娘。双子の姉妹。20歳を越えているが、非常に無邪気。
御諸（みもろ）
静馬兄妹の父親。夕顔にとっては養父。多侍摩の次男で、伊都と畝傍の間。3年前に死去。
椎月（しいつき）
多侍摩の娘。約30年前に駆け落ちして以来、消息不明。
絹代（きぬよ）
多侍摩の妻。夫より2年早く亡くなった。生前は女傑と謳われた。経営に抜群の才を示し、多侍摩が二代目として成功したのは絹代の存在ありきであった。出自は不明。
多侍摩（たじま）
今鏡グループの二代目。木更津たちが蒼鴉城を訪れる約1か月前に死去。享年95。
多野都（たのと）
今鏡グループの創始者。抜群の経営才覚で、繊維会社から巨大企業へとのし上げた。多侍摩の父親。
久保 ひさ（くぼ ひさ）
今鏡家の家政婦。70歳。勤続20年。屋敷の雑務全般を請け負う。
山部 民生（やまべ たみお）
作男。ひさにはできない力仕事や簡単な大工仕事を請け負う。週に2度、屋敷に通ってくる。

### その他
香月 実朝（こうづき さねとも）
物語の語り手。駆け出しの推理小説家。
木更津 悠也（きさらづ ゆうや）
実父が経営する興信所「木更津探偵社」の精鋭の一人。不可解な事件を快刀乱麻を断つがごとく解決する名探偵である。但し、自分が興味のある事件しか引き受けない。精神を集中させるためによくあやとりをする。
メルカトル鮎（メルカトルあゆ）
銘探偵。タキシードに蝶ネクタイ、黒マント、ステッキ、シルクハットという妙な出で立ち。香月との会話時『美少女仮面ポワトリン』の決め台詞を呟く。 作品の枠組み（お約束）を揺るがす「異物」として出現する、本作における作者のメタフィクショナルな視点を代表する人物。
辻村（つじむら）
京都府警捜査一課警部。木更津とは、ある事件を彼が解決したことで親交が深くなり、互いに尊敬し合っている。
堀井（ほりい）
京都府警捜査一課刑事。20代半ば。辻村の右腕的存在で、一課のエースと呼ばれている。
河原町 祇園（かわらまち ぎおん）
私立探偵。木更津より15歳年上。木更津が一部に名の知れた探偵であるのに対し、河原町は市民なら誰でも知っているような街の探偵である。